# Androkles (Demagoge)
Androkles († 411 v. Chr. in Athen) war ein antiker griechischer Politiker, der im späten 5. Jahrhundert v. Chr. während der zweiten Hälfte des Peloponnesischen Kriegs in Athen als Demagoge  gegen den bedeutenden Staatsmann und Feldherrn Alkibiades auftrat.
Androkles war aus dem attischen Demos Pitthos gebürtig. Anlässlich des Hermenfrevels (415 v. Chr.), in dessen Verlauf Hermen mutwillig beschädigt und die Eleusinischen Mysterien entweiht wurden, hatte Androkles einen wesentlichen Anteil an den Attacken der politischen Gegner auf Alkibiades. So ließ er Sklaven und Metöken angebliche Beweismittel für die Verwicklung des Alkibiades in diesen religiösen Frevel vorbringen. Hauptsächlich durch seine Agitation wurde dessen Sturz herbeigeführt.
Nach der Exilierung des Alkibiades war Androkles einige Zeit der Führer der demokratischen Partei Athens. Als er nach der Errichtung des oligarchischen Regimes (Rat der Vierhundert) 411 v. Chr. im Interesse der Volkspartei die Rückkehr des Alkibiades zu hintertreiben versuchte, gehörte er zu den ersten, die diesem Regime zum Opfer fielen. Er wurde von einigen jungen Oligarchen ermordet, weil sie den Einfluss des Demagogen fürchteten und außerdem durch ihr Attentat die Gunst des Alkibiades zu gewinnen hofften, der zurückgerufen werden sollte. Seine Art, zum Volk zu sprechen, charakterisiert ein von Aristoteles aus einer von Androkles’ Reden gegebenes Beispiel. Der von Androkles hierbei verwendete bildliche Ausdruck wird von Aristoteles als inkorrekt eingestuft. Die attische Komödie bedachte die niedrige Gesinnung des Androkles mit Spott.